# مصلحة الرقابة الصناعية (مصر)
مصلحة الرقابة الصناعية هي مصلحة حكومية مصرية تتبع وزارة الصناعة، أنشئت بقرار رئيس جمهورية مصر العربية رقم 94 لسنة 1956، بهدف الرقابة على جودة المنتجات الصناعية واعتماد مراكز الخدمة والصيانة والتفتيش عليها، وذلك من خلال ثمانية فروع في عدة مدن مصرية.

## التشريعات المُنظمة
- قرار رئيس الجمهورية رقم 94 لسنة 1956.[4]

## المهام
أنشئت الهيئة بهدف تحقيق عدة مهام هي:
- الرقابة على جودة المنتجات الصناعية.
- اعتماد مراكز الخدمة والصيانة والتفتيش عليها.
- إصدار تراخيص إقامة وإدارة الالاًت الحرارية والمراجل البخارية.
- ترخيص نقل وتداول المواد والنفايات الصناعية الخطره.
- متابعة مستلزمات الإنتاج وقطع الغيار الخدمية.

## وصلات خارجية
- الموقع الرسمي للمصلحة.
- الصغحة الرسمية للمصلحة على موقع فيس بوك.